# WrestleMania: The Album
WrestleMania: The Album ist ein Kompilationsalbum aus dem Jahr 1993. Es handelt sich um das dritte Album der World Wrestling Federation (WWF) und enthält insgesamt 12 Songs, die unter Beteiligung diverser Wrestler entstanden.

## Hintergrund
Nach dem Erfolg von The Wrestling Album (1985) und Piledriver – The Wrestling Album 2 (1987) handelt es sich um die dritte Kompilation von Songs, die unter Beteiligung diverser Wrestler entstanden. Das Album entstand unter der Regie des Produzentenduos Stock/Waterman (Mike Stock und Pete Waterman), die auch einen Großteil der Songs schrieben. Als Executive Producer trat A&R-Manager Simon Cowell auf.
Die Aufnahmen selbst entstanden 1992 in den PWL Studios von London und Manchester. Es handelt sich nicht um die damaligen Auftrittsmusiken der Wrestler, sondern um eigenständige Songs. Als Sänger beteiligten sich Hacksaw Jim Duggan, das Tag-Team The Nasty Boys (Jerry Sags und Brian Knobbs), Bret „The Hitman“ Hart, The Undertaker, Randy Savage (Macho Man), Tatanka, Mr. Perfect, Crush sowie der Big Boss Man an dem Album. Auf dem Song Slam Jam sind außerdem weitere Wrestler wie Davey Boy Smith zu hören.
Das Album erschien 1993 über RCA Records in den Vereinigten Staaten und Arista Records in Europa.

## Cover
Das Album erschien in zwei Auflagen, eines mit schwarzem Cover und ausschließlich dem Schriftzug und eines mit einem Gruppenbild der beteiligten Wrestler, bei dem allerdings Brian Adams, der Crush darstellte, fehlte.

## Titelliste
Die Titelliste bezieht sich auf die europäische Version, die mit Cold Crush und einem alternativen Mix von Slam Jam zwei Bonustracks enthielt.
| #  | Künstler                              | Titel                                  | Texter                        | Produzent           | Länge |
| -- | ------------------------------------- | -------------------------------------- | ----------------------------- | ------------------- | ----- |
| 1  | World Wrestling Federation Superstars | WrestleMania                           | Stock/Waterman                | Stock/Waterman      | 3:35  |
| 2  | World Wrestling Federation Superstars | Slam Jam                               | Stock/Waterman                | Stock/Waterman      | 3:16  |
| 3  | Hacksaw Jim Duggan                    | USA                                    | Stock/Waterman/Dave Ford      | Ford                | 3:13  |
| 4  | The Nasty Boys                        | Nasty Boys Stomp                       | Stock/Waterman/Ford           | Ford                | 3:36  |
| 5  | Bret "Hitman" Hart                    | Never Been a Right Time to Say Goodbye | Stock/Waterman                | Stock/Waterman      | 3:40  |
| 6  | The Undertaker                        | The Man in Black                       | Stock/Waterman                | Gary Miller         | 3:33  |
| 7  | Randy Savage (Macho Man)              | Speaking from the Heart                | Stock/Waterman/Asha Elfenbein | Tony King/Elfenbein | 3:25  |
| 8  | Tatanka                               | Tatanka Native American                | Stock/Waterman/Ford           | Ford                | 3:39  |
| 9  | Mr. Perfect                           | I’m Perfect                            | Ford                          | Ford                | 3:44  |
| 10 | Crush                                 | Cold Crush                             | Paul Waterman                 | P. Waterman         | 2:10  |
| 11 | The Big Boss Man                      | Hard Times                             | Stock/Waterman                | Gary Miller         | 3:44  |
| 12 | World Wrestling Federation Superstars | Slam Jam (12″ Full Nelson Mix)         | Stock/Waterman                | Stock/Waterman      | 5:44  |

## Besetzung
Neben den Wrestlern, die alle Songs selbst einsagen, waren folgende Musiker beteiligt:
- Keyboards: Mike Stock, Julian Gingell, Dave Ford, Asha Elfenbein, Garry Miller, Paul Waterman, Tony King
- Gitarre; Gary Miller
- Schlagzeug: A Linn
- Background-Vocals: Lance Ellington, Miriam Stockley, Mae McKenna, Cleveland Watkiss, Leroy Osborne

## Erfolg und Rezeption

### Kritik
Das Album wurde von der Kritik eher belächelt. David Browne von  Entertainment Weekly vergab 1999 in der Retrospektive eine D. Laut Steve Huey von Allmusic handelt es sich um ein Album mit einem hohen Kitschfaktor, das dadurch Wrestling-Fans ansprechen würde. Er vergab 2,5 von fünf möglichen Sternen.

### Charts
Das Album verfehlte die Billboard 200, erreichte jedoch Platz 10 der britischen Albencharts und verblieb 5 Wochen in den dortigen Charts. In Deutschland erreichte es Platz 25 und verblieb 16 Wochen in den Charts. Eine weitere Platzierungen erreichte das Album in Österreich.

## Singles
Insgesamt wurden drei Singles aus dem Album ausgekoppelt, die sich alle in den britischen Charts platzieren konnten.
Slam Jam erschien 1992 als erste Singleauskopplung sowohl als Maxi-CD, 12″ sowie als 7″. Die Single erreichte am 12. Dezember 1992 Platz vier der britischen Charts und wurde mit Silber ausgezeichnet.
1. Slam Jam – 3:28
2. Slam Jam (12″ The Full Nelson Mix) – 5:46
3. Slam Jam (Instrumental Mix) – 3:25

Ebenfalls 1992 erschien WrestleMania als Maxi-CD, als 7″ und als MC. Sie erreichte am 3. April 1993 Platz 14 der britischen Charts.
1. WrestleMania – 3:35
2. WrestleMania DEF MIX (Absolutely Deaf Mix) – 5:58
3. WrestleMania (Instrumental) – 3:35

USA, das von Hacksaw Jim Duggan eingesungen wurde, war der einzige ausgekoppelte Titel, der einem bestimmten Wrestler zugeordnet werden konnte. Es erschien ebenfalls auf 7″, 12″ und Maxi-CD. In den britischen Charts erreichte die Single Platz 71.
1. U.S.A. – 3:11
2. U.S.A. (Extended Club Mix) – 6:04
3. U.S.A. (Techno Mix) – 5:58
4. Tatanka Native America – 3:39

## Sonstiges
Eine instrumentale Version des Titeltracks wurde von WrestleMania X (1994) bis WrestleMania XIV (1998) als Titelmelodie verwendet und war auch später Linda McMahons Auftrittsmusik.